# 한국알박크라이오
한국알박크라이오(주)는 고진공 크라이오펌프(Cryopump)와 극저온 장비의 제조 및 생산, 개발을 영위하는 기업이다.
1981년, 미국의 "CTI"(Helix Technology Corporation)와 일본의 "ULVAC"이 각각 저온 기술과 진공 기술을 합작투자(Joint Venture)하여 설립되었으며, 현재는 일본과 중국, 그리고 한국에 각각의 법인을 운영하고 있다.
한국법인은 2004년 법인을 설립하고 2005년에 공장을 준공하여, 국내에서 생산 및 제품 개발, 고객서비스를 제공하고 있다.
2014년부터는 일본 "이와타니산업"의 극저온 장비 사업부를 인수하여 크라이오펌프를 중심으로 하는 진공사업 분야를 넘어 극저온 사업분야에 본격적인 사업확장을 도모하고 있다.
2019년에는 "ATLAS COPCO" 그룹 산하의 "Edwards Vacuum"이 Brooks Automation의 저온기기 사업을 인수함에 따라 기존 "CTI"의 지분이 Edwards Vacuum으로 이동하게 되었다.